# Wilhelm Oesterhaus

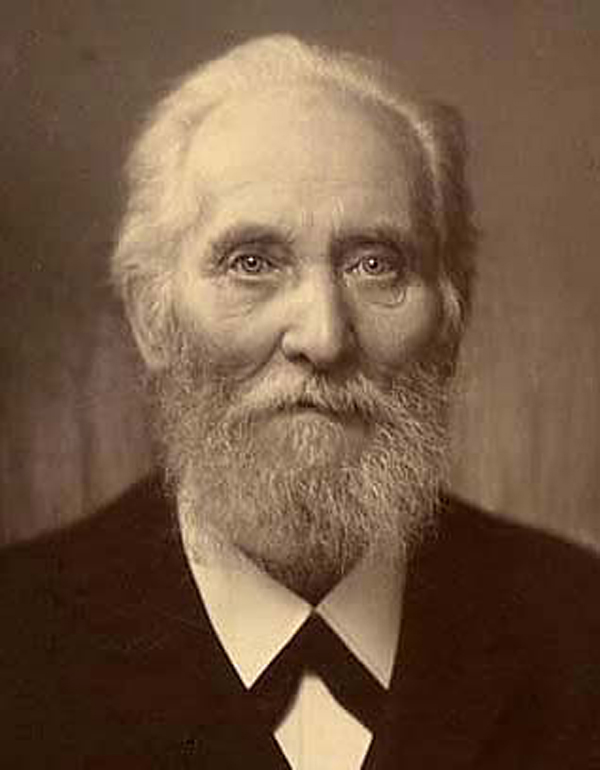
Wilhelm Oesterhaus um 1920

Wilhelm Oesterhaus (* 9. März 1840 in Detmold; † 27. Februar 1927 ebenda) war ein Pädagoge und der erste Dichter in lippischer Mundart.

## Leben
Friedrich Wilhelm Oesterhaus' Vorfahren stammten aus Haustenbeck in der Senne, hießen Kalkreuter und nahmen durch Einheirat den Namen Oesterhaus an. Er wurde am 9. März 1840 als jüngstes von vier Kindern in Detmold geboren. Sein Vater war Beamter, seine Mutter starb, als er fünf Jahre alt war. Oesterhaus besuchte die Bürgerschule und ab 1855 das Lehrerseminar in Detmold. Im Jahr 1857 bestand er die öffentliche Schulprüfung und trat seine erste Stelle am 1. November 1857 als Hilfslehrer auf dem Land in Donop an. Von 1858 bis 1864 unterrichtete Oesterhaus in Lüdenhausen, bis 1865 in Almena und bis 1868 wieder in Lüdenhausen. Zu dieser Zeit wurde ihm eine Stelle in der Vorschule des Gymnasiums Leopoldinum in Detmold angeboten, die er am 1. Oktober 1868 antrat.
In der Lüdenhauser Zeit entdeckte Oesterhaus sein Interesse für die niederdeutsche Mundart, das Lippische Plattdeutsch. Als Kind hatte er diese Sprache nicht gelernt, da in seinem elterlichen Haus nur hochdeutsch gesprochen wurde. Jetzt bemühte er sich, mit den Dorfbewohnern plattdeutsch zu sprechen und ihre Sprache zu erlernen, denn sonst hätten ihn die Schulkinder nicht verstanden. Sein Wechsel zum Gymnasium in Detmold war erfolgreich, so dass er schon ab 1. Juli 1871 als ordentlicher Gymnasiallehrer angestellt wurde. Hier konnte er 1907 sein 50-jähriges Dienstjubiläum begehen und trat erst am 1. April 1916 im Alter von 76 Jahren in den Ruhestand.
Oesterhaus war 18 Jahre lang mit Marie († 1886), geborene Schweimer, Tochter eines Medizinalchirurgen aus Lemgo, verheiratet. Sie bekamen sieben Kinder, von denen drei Töchter und ein Sohn sehr früh starben. Ihre Tochter Bertha war ebenfalls schriftstellerisch tätig und verfasste einige Kinderbücher.
Wilhelm Oesterhaus starb am 27. Februar 1927 in Detmold im Alter von fast 87 Jahren.

## Werk
1882 veröffentlichte Oesterhaus sein erstes Werk Iuse Platt (Unser Platt) bei der Klingenberg’schen Hofbuchhandlung von Hans Hinrichs in Detmold und trat als lippischer Mundartdichter an die Öffentlichkeit. Weitere Werke waren die Schauspiele Berta Odemissen, Hermann der Cheruskerfürst (1894) und Siegfried, sowie der Roman Odemissen (1894) und die Gedichtbände Aule Euken (Alte Eichen) (1913). 1914 erschien eine zweite erweiterte Auflage von I’use Platt.
- Iuse Platt. Gedichte. Detmold 1882 (urn:nbn:de:hbz:6:1-59994)
- Aule Euken. Lippsk Platt: Vertellse, Gedichte, Volksstücke. Detmold 1913 (LLB Detmold)
- I’use Platt. Gedichte in ault Lippsk. Detmold 1914 (LLB Detmold)
- Geschichte der Fürstlich Lippischen Truppen in den Jahren 1807–1815. (= Blätter für lippische Heimatkunde.), Meyersche, Detmold 1907.

Nachlassteile von Wilhelm Oesterhaus liegen in der Lippischen Landesbibliothek sowie im Archiv der Lippischen Landeskirche.

## Auszeichnungen
In Lippe wurden in fünf Ortschaften Straßen nach ihm benannt, darunter die Oesterhausstraße in Detmold.